# Csodakunyhó (sorozat)
A Csodakunyhó (Magic Tree House) Mary Pope Osborne könyvsorozata. A főként 7-12 éveseknek szóló sorozat nagy sikerre tett szert. A sorozatnak Amerikában 32 kötete jelent meg az eredeti Csodakunyhó sorozatban és további 27 a Csodakunyhó Merlin-küldetés sorozatában. Magyarországon eddig 24 könyv jelent meg az Animus kiadó gondozásában: 20 az eredeti sorozatból és 4 a Merlin-küldetésből.
A sorozat egy testvérpárról, Jack-ről és Annie-ről szól, akik Morgan Le Fay (a cameloti könyvtáros) fakunyhójával utaznak az időben, vagy akár a mondavilágban. Az első négy kötetben csak úgy utaznak össze-vissza, de az ötödik kötettől már küldetéseket kapnak.

## A sorozat kötetei
| Cím                         | Eredeti cím                   | Cselekmény színhelye        | Kiegészítő információ |
| --------------------------- | ----------------------------- | --------------------------- | --- |
| Dinoszauruszok földjén      | Dinosaurs Before Dark         | ősidők                      | E négy kötetben még nem lehet tudni, hogy a kunyhó kié. Morgan kiléte és a kunyhó titka csak a kalózos könyvben derül ki.    |
| Lovagok között              | The Knight at Dawn            | középkori Anglia            | E négy kötetben még nem lehet tudni, hogy a kunyhó kié. Morgan kiléte és a kunyhó titka csak a kalózos könyvben derül ki.    |
| Múmiák nyomában             | Mummies in the Morning        | ókori Egyiptom              | E négy kötetben még nem lehet tudni, hogy a kunyhó kié. Morgan kiléte és a kunyhó titka csak a kalózos könyvben derül ki.    |
| Kalózok hajóján             | Pirates Past Noon             | reneszánsz kor              | E négy kötetben még nem lehet tudni, hogy a kunyhó kié. Morgan kiléte és a kunyhó titka csak a kalózos könyvben derül ki.    |
| Nindzsák éjszakája          | Night of the Ninjas           | ókori Japán                 | E négy kötetben a testvéreknek segíteniük kell egy egérré varázsolt emberen, négy varázstárgyat megszerezve a történelemből. |
| Őserdő mélyén               | Afternoon on the Amazon       | jelenkor, Amazonas dzsungel | E négy kötetben a testvéreknek segíteniük kell egy egérré varázsolt emberen, négy varázstárgyat megszerezve a történelemből. |
| A kardfogú tigris birodalma | Sunset of the Sabertooth      | jégkorszak                  | E négy kötetben a testvéreknek segíteniük kell egy egérré varázsolt emberen, négy varázstárgyat megszerezve a történelemből. |
| Kaland a Holdon             | Midnight on the Moon          | 2031, Hold (jövő)           | E négy kötetben a testvéreknek segíteniük kell egy egérré varázsolt emberen, négy varázstárgyat megszerezve a történelemből. |
| Delfinek hátán              | Dolphins at Daybreak          | jelenkor, Csendes-óceán     | E négy kötetben a testvéreknek négy rejtvényt kell megoldania, hogy könyvtárosok lehessenek.                                 |
| Vadnyugati kalandok         | Ghost Town at Sundown         | Amerika, 1800-as évek vége  | E négy kötetben a testvéreknek négy rejtvényt kell megoldania, hogy könyvtárosok lehessenek.                                 |
| Oroszlánlesen               | Lions at Lunchtime            | jelenkor, Afrika            | E négy kötetben a testvéreknek négy rejtvényt kell megoldania, hogy könyvtárosok lehessenek.                                 |
| Jegesmedvék között          | Polar Bears Past Bedtime      | jelenkor, Északi sarkkör    | E négy kötetben a testvéreknek négy rejtvényt kell megoldania, hogy könyvtárosok lehessenek.                                 |
| Vakáció a vulkánnál         | Vacation Under The Volcano    | ókori Róma, Pompeii         | E négy kötetben a testvéreknek négy ősi történetet kell megmentenie a pusztulástól.                                          |
| A sárkánykirály udvarában   | Day of the Dragon King        | ókori Kína                  | E négy kötetben a testvéreknek négy ősi történetet kell megmentenie a pusztulástól.                                          |
| Jönnek a vikingek!          | Viking Ships at Sunrise       | középkori Írország          | E négy kötetben a testvéreknek négy ősi történetet kell megmentenie a pusztulástól.                                          |
| Irány az olimpia!           | Hour of the Olympics          | ókori Görögország           | E négy kötetben a testvéreknek négy ősi történetet kell megmentenie a pusztulástól.                                          |
| A Titanic fedélzetén        | Tonight on the Titanic        | 1912, Titanic               | E négy kötetben egy elvarázsolt kiskutyán kell segíteniük négy varázsajándék megszerzésével.                                 |
| Indiánok táborában          | Buffalo Before Breakfast      | Amerika, 1800-as évek vége  | E négy kötetben egy elvarázsolt kiskutyán kell segíteniük négy varázsajándék megszerzésével.                                 |
| Tigriscsapda                | Tigers at Twilight            | jelenkor, indiai őserdő     | E négy kötetben egy elvarázsolt kiskutyán kell segíteniük négy varázsajándék megszerzésével.                                 |
| Kenguruk földjén            | Dingoes at Dinnertime         | jelenkor, Ausztrália        | E négy kötetben egy elvarázsolt kiskutyán kell segíteniük négy varázsajándék megszerzésével.                                 |
| Karácsony Camelotban        | Christmas in Camelot          | Camelot                     | A "Merlin-küldetés" sorozat kezdő kötetei. Ezek a kötetek inkább a picit idősebb, jobban olvasó korosztályt célozzák meg.    |
| Kísértetjárás               | Haunted Castle on Hallows Eve | Camelot                     | A "Merlin-küldetés" sorozat kezdő kötetei. Ezek a kötetek inkább a picit idősebb, jobban olvasó korosztályt célozzák meg.    |
| Kígyó és kard               | Summer of the Sea Serpent     | Camelot                     | A "Merlin-küldetés" sorozat kezdő kötetei. Ezek a kötetek inkább a picit idősebb, jobban olvasó korosztályt célozzák meg.    |
| A jégvarázsló kastélyában   | Winter of the Ice Wizard      | Camelot                     | A "Merlin-küldetés" sorozat kezdő kötetei. Ezek a kötetek inkább a picit idősebb, jobban olvasó korosztályt célozzák meg.    |

## A varázslat működése
A csodakunyhót csak az veheti észre, aki hisz a varázslatban. A kunyhó tele van könyvekkel, és ha utazni szeretnénk, csak rá kell mutatni egy képre, és azt mondani: "Bárcsak ott lehetnék"

## Szereplők
Jack: Nyolcéves fiú, aki eléggé aggodalmas és realista. Általában nem megy bele húga őrültségeibe, de végül ő is bekerül a kalandba. Szeret jegyzetelni.
Annie: Hétéves kislány, Jack húga aki mindent elhisz, és optimista. Mindig fejest ugrik a kalandba.                                                                                                                   
Morgan Le Fay: Idős boszorkány-könyvtárosnő, Artúr király testvére. Az övé a csodakunyhó, először a Kalózok hajóján című részben szerepelt.
Jack és Annie szülei: Semmit nem tudnak a kunyhóról.                                                                                                                                                                                            
Teddy:  Fiatal fiú, aki elvarázsolt kutyaként szerepel a Titanic fedélzetén-től, de kiléte csak a kengurus részben derül ki. A Kísértetjárásnak is egyik főszereplője.                                                                                                                               
Merlin: Varázsló. Az utolsó négy könyvben ő küldi el a gyerekeket kalandokra.
Rajtuk kívül még vagy egy tucat szereplő jelent meg csupán egyszer a sorozatban.

## Magyarul
Mary Pope Osborne: Csodakunyhó; Animus, Bp., 2009–2016
- Dinoszauruszok földjén; ford. Tényi Zsuzsanna; 2009
- Lovagok között; ford. Tényi Zsuzsanna; 2009
- Múmiák nyomában; ford. Tényi Zsuzsanna; 2010
- Kalózok hajóján; ford. Tényi Zsuzsanna; 2010
- Nindzsák éjszakája; ford. Moldova Júlia; 2010
- Őserdő mélyén; ford. Moldova Júlia; 2010
- A kardfogú tigris birodalma; ford. Moldova Júlia; 2010
- Kaland a Holdon; ford. Moldova Júlia; 2010
- Delfinek hátán; ford. Dobosi Beáta; 2011
- Vadnyugati kalandok; ford. Dobosi Beáta; 2011
- Oroszlánlesen; ford. Dobosi Beáta; 2011
- Jegesmedvék között; ford. Dobosi Beáta; 2011
- Vakáció a vulkánnál; ford. Dobosi Beáta; 2012
- A Sárkánykirály udvarában; ford. Dobosi Beáta; 2012
- Jönnek a vikingek!; ford. Dobosi Beáta; 2012
- Irány az olimpia!; ford. Dobosi Beáta; 2016, 2012
- A Titanic fedélzetén; ford. Dobosi Beáta; 2013
- Indiánok táborában; ford. Dobosi Beáta; 2013
- Tigriscsapda; ford. Dobosi Beáta; 2013
- Kenguruk földjén; ford. Dobosi Beáta; 2013
- Karácsony Camelotban; ford. Dobosi Beáta; 2016
- Kísértetjárás; ford. Dobosi Beáta; 2016
- Kígyó és kard; ford. Dobosi Beáta; 2016
- A Jégvarázsló kastélyában; ford. Dobosi Beáta; 2016